# Protea odorata
Protea odorata är en tvåhjärtbladig växtart som beskrevs av Carl Peter Thunberg. Protea odorata ingår i släktet Protea och familjen Proteaceae. Inga underarter finns listade i Catalogue of Life.